# Il corvo dell'abbazia
Il corvo dell'abbazia (titolo originale: The Raven in the Foregate) è un giallo storico di ambientazione medievale, scritto dall'autrice britannica Ellis Peters e pubblicato nel 1996.. Si tratta del dodicesimo romanzo in cui indaga il monaco benedettino Fratello Cadfael, il quarto libro situato nel 1141, un anno di grandi tumulti politici nel periodo dell'Anarchia inglese.
Il duro, intransigente Padre Ailnoth è nominato pastore della Chiesa di Holy Cross. Quando egli scompare, appena due settimane dopo, Cadfael e Hugh Beringar risolveranno il mistero.

## Trama
Il romanzo ha inizio nel dicembre 1141, nell'Abbazia dei Santi Pietro e Paolo a Shrewsbury. Continuano le vicissitudini legate alla guerra civile tra Re Stefano e l'Imperatrice Maud. 
È venuto a mancare Adam, l'amato sacerdote della parrocchia di Holy Cross nel Foregate, il sobborgo che si trova fuori le mura, nei pressi dell'abbazia. Ora l'abate deve trovare un suo degno sostituto. Purtroppo, il monaco si deve recare a un sinodo legatizio indetto dal vescovo Enrico di Blois e quindi la decisione deve essere rimandata al suo ritorno. 
Al suo rientro, ha con sé un candidato, calorosamente consigliatogli dallo stesso Enrico di Blois. Costui si chiama Ailnoth ed è stato segretario del vescovo di Winchester per diverso tempo. Porta con sé una governante, Diota Hammet e il nipote di quest'ultima, Benet.
Il giorno seguente egli si sottopone al giudizio dei monaci riuniti in capitolo per essere accettato. Fa una buona impressione e la parrocchia gli viene affidata. Egli chiede inoltre che Benet venga chiamato a lavorare all'abbazia. Ed è così che il giovane viene immediatamente mandato a lavorare nel giardino e nell'orto sotto la supervisione di Fratello Cadfael.
Padre Ailnoth diviene dunque il parroco del Foregate, ma in pochi giorni riesce a inimicarsi praticamente l'intera parrocchia. La sua intransigenza e la sua mancanza di umiltà lo rendono così diverso dal suo predecessore che gli animi dei parrocchiani iniziano ad infiammarsi. Anche Cadfael comincia a sentire lamentele più che giustificate e si chiede come la situazione potrà essere sistemata. Intanto il monaco benedettino scopre che il suo aiutante non è un ragazzo delle classi inferiori e che certamente non si chiama Benet. Tuttavia egli è volenteroso e desideroso di imparare e così vanno molto d'accordo.
Nemmeno otto giorni dopo il suo arrivo, il 18 dicembre, Ailnoth viene chiamato nell'ufficio dell'abate. Proprio quella mattina infatti, l'abate e il resto dei monaci chiusi in capitolo hanno udito numerose lamentele riguardo al nuovo parroco, portate da un rappresentante del Foregate. Alcune di queste rimostranze sono molto gravi e l'abate tenta di palesarlo all'intransigente sacerdote. Tuttavia il monaco si rende subito conto che le proprie parole sono cadute su un orecchio sordo a qualsiasi forma di pietà e benevolenza.
Benet, intanto, conosce Sanan Bernières, una ragazza di nobili origini sostenitrice dell'Imperatrice Maud. I due si incontrano in gran segreto e si innamorano.
La mattina di Natale, la governante Diota arriva trafelata all'abbazia e chiede aiuto perché il parroco Alinoth non è rientrato la sera avanti e ora non si è presentato a messa. Si formano così delle squadre di ricerca. Purtroppo il corpo senza vita del sacerdote viene rinvenuto nell'acqua gelida di un laghetto nei pressi del mulino dell'abbazia. Ad un primo esame fratello Cadfael ritiene sia altamente improbabile un incidente e la morte viene perciò catalogata come omicidio.
Viene chiamato Alan Herbard, il vicesceriffo, che subito inizia ad indagare. Ma egli è giovane e inesperto e perciò scrive a Hugh Beringar perché si affretti a tornare da Canterbury. Egli si era infatti recato là a un consiglio indetto a Natale da Re Stefano. Dal suo sovrano Hugh sperava di ricevere ufficialmente l'incarico di sceriffo della contea. Al ritorno egli rivela di aver mantenuto l'incarico e con l'aiuto di fratello Cadfael inizia ad indagare. 
Beringar rivela a Cadfael che a Canterbury ha saputo che due giovani, inviati in estate da FitzAlan per capire se egli dovesse mandare altre forze in appoggio all'Imperatrice Maud, sono stati scoperti ed sono stati in fuga per molte settimane. Hugh sa che uno dei due è già in salvo in Normandia, ma che l'altro, il giovane Ninian Bachiler, si trova ancora in Inghilterra, ed emana perciò un proclama. Cadfael capisce presto che Benet è il nome sotto cui Ninian Bachiler si nasconde e cerca perciò di aiutarlo insieme a Sanan.
Alla fine le indagini conducono al reale svolgimento dei fatti la sera della vigilia di Natale, permettendo a tutti di tornare alle loro attività e ristabilendo l'ordine. Cadfael riesce anche a far fuggire segretamente Ninian e la giovane Sanan, che ha deciso di andare con lui.

## Riferimenti ad altri romanzi di Fratello Cadfael
- Nel romanzo I due prigionieri, lo sceriffo dello Shropshire, Gilbert Prestcote, viene ucciso. Da allora Hugh Beringar svolge quell'incarico, anche senza un'investitura ufficiale. In questo romanzo Re Stefano lo incarica ufficialmente il giorno di Natale a Canterbury.
- Nel romanzo Un cadavere di troppo, Cafael aiuta due giovani innamorati sostenitori dell'Imperatrice Maud a fuggire da Shrewsbury: Torold Blund e Godith Adeney. In questo romanzo il monaco scopre che si sono sposati e vivono in Normandia. Torold Blund è l'altro giovane che con Ninian Bachiler aveva tentato di raccogliere informazioni su incarico di FitzAlan, ma egli riesce a sfuggire e a prendere una nave per la Normandia, mettendosi in salvo.
- Il sinodo a cui partecipa l'abate è il secondo avvenuto nel 1141. Il primo, avvenuto il 7 aprile, è citato nel romanzo Il pellegrino dell’odio.[4][5]

## Adattamento televisivo
Nella serie televisiva britannica Cadfael – I misteri dell’abbazia, prodotta da Carlton Media per la rete ITV, ogni episodio è la trasposizione di uno dei romanzi che hanno come protagonista il monaco benedettino. Il corvo dell'abbazia è stato adattato come terzo e ultimo episodio della terza stagione nel 1997.

## Edizioni italiane
- Il corvo dell’abbazia, traduzione di Elsa Pelitti, Collana La Gaja Scienza n.491, Milano, Longanesi, febbraio 1996,  p. 211, ISBN 88-304-1336-4. - Milano, Club degli Editori, 1996; copertina di Gabriella Sequeri, Milano, TEA, 1997, ISBN 88-7818-246-X, pp.211; Trezzano sul Naviglio, Euroclub, 1997; Collana Superpocket n.161, Milano, Superpocket, 2002, ISBN ISBN 88-462-0222-8.
- in  Le cronache di Fratello Cadfael. Volume quarto, traduzione di Elsa Pelitti, Collana I Grandissimi, Milano, TEA, 2023, ISBN 978-88-502-6370-7.